# 坊金町
坊金町（ぼうがねちょう）は、愛知県瀬戸市本地連区の町名。丁番を持たない単独町名である。

## 地理
- 瀬戸市の南西部に位置する[8]。西を坂上町、北を西本地町、東を駒前町、南を山の田町・井戸金町と隣接している[8]。
- 丘陵を整地して製陶・合金・機械工場や住宅の建設が盛ん[8]。

### 河川
- 本地川（矢田川支流） ： 町の東部から北部にかけての駒前町との町境を北流している。

### 学区
市立小・中学校に通う場合、学区は以下の通りとなる。また、公立高等学校普通科に通う場合の学区は以下の通りとなる。
| 番・番地等 | 小学校               | 中学校             | 高等学校 |
| ---------- | -------------------- | ------------------ | -------- |
| 全域       | 瀬戸市立幡山西小学校 | 瀬戸市立幡山中学校 | 尾張学区 |

## 歴史

### 沿革
- 1970年（昭和45年）4月15日 - 瀬戸市大字本地字駒前・南浦・坊金の各一部により、同市坊金町として成立[2]。
- 1991年（平成3年）3月30日 - 町域の一部を駒前町に編入[11]。

## 世帯数と人口
2024年（令和6年）2月1日現在の世帯数と人口は以下の通りである。
| 町丁   | 世帯数  | 人口  |
| ------ | ------- | ----- |
| 坊金町 | 403世帯 | 876人 |

### 人口の変遷
国勢調査による人口の推移
| 1995年（平成7年）  | 601人 | [ 12 ] |  |
| 2000年（平成12年） | 835人 | [ 13 ] |  |
| 2005年（平成17年） | 831人 | [ 14 ] |  |
| 2010年（平成22年） | 826人 | [ 15 ] |  |
| 2015年（平成27年） | 882人 | [ 16 ] |  |
| 2020年（令和2年）  | 873人 | [ 17 ] |  |

### 世帯数の変遷
国勢調査による世帯数の推移。
| 1995年（平成7年）  | 182世帯 | [ 12 ] |  |
| 2000年（平成12年） | 278世帯 | [ 13 ] |  |
| 2005年（平成17年） | 275世帯 | [ 14 ] |  |
| 2010年（平成22年） | 280世帯 | [ 15 ] |  |
| 2015年（平成27年） | 310世帯 | [ 16 ] |  |
| 2020年（令和2年）  | 344世帯 | [ 17 ] |  |

## 交通

### 鉄道
町内に鉄道は走っていない。最寄り駅は名鉄瀬戸線三郷駅、または愛知環状鉄道・愛知環状鉄道線瀬戸口駅になる。

### バス
瀬戸市コミュニティバス「本地線」
- 陶生病院 - 瀬戸口駅 - 愛知医大 系統が走っているが、町内にバス停はない。最寄りのバス停は、西本地バス停・本地南部集会所バス停・井戸金町バス停・坂上町西バス停になる。

### 道路
町内に国道・県道は通っていない。

## 施設
- 愛知珪曹工業 ： 1932年（昭和7年）に創業し、1985年（昭和60年）に現在地に移転[18]。珪酸ソーダ（水ガラス）を主要製品として製造販売している[19]。
- ワタキューセイモア名古屋支店 ： 医療福祉事業とホテル事業を行っている[20]。
- 坊金町ちびっこ広場 ： 町の南西部にある小さな公園。鉄棒とスプリング遊具がある。
- 坊金町IIちびっこ広場 ： 町の中央部にある小さな公園。スプリング遊具がある。

## その他

### 日本郵便
- 郵便番号 : 489-0979[6]（集配局：瀬戸郵便局[21]）。